# Serra de Terrols
La Serra de Terrols és una serra situada al municipi de Llançà a la comarca de l'Alt Empordà, amb una elevació màxima de 235 metres.